# Бойовий корабель прибережної зони

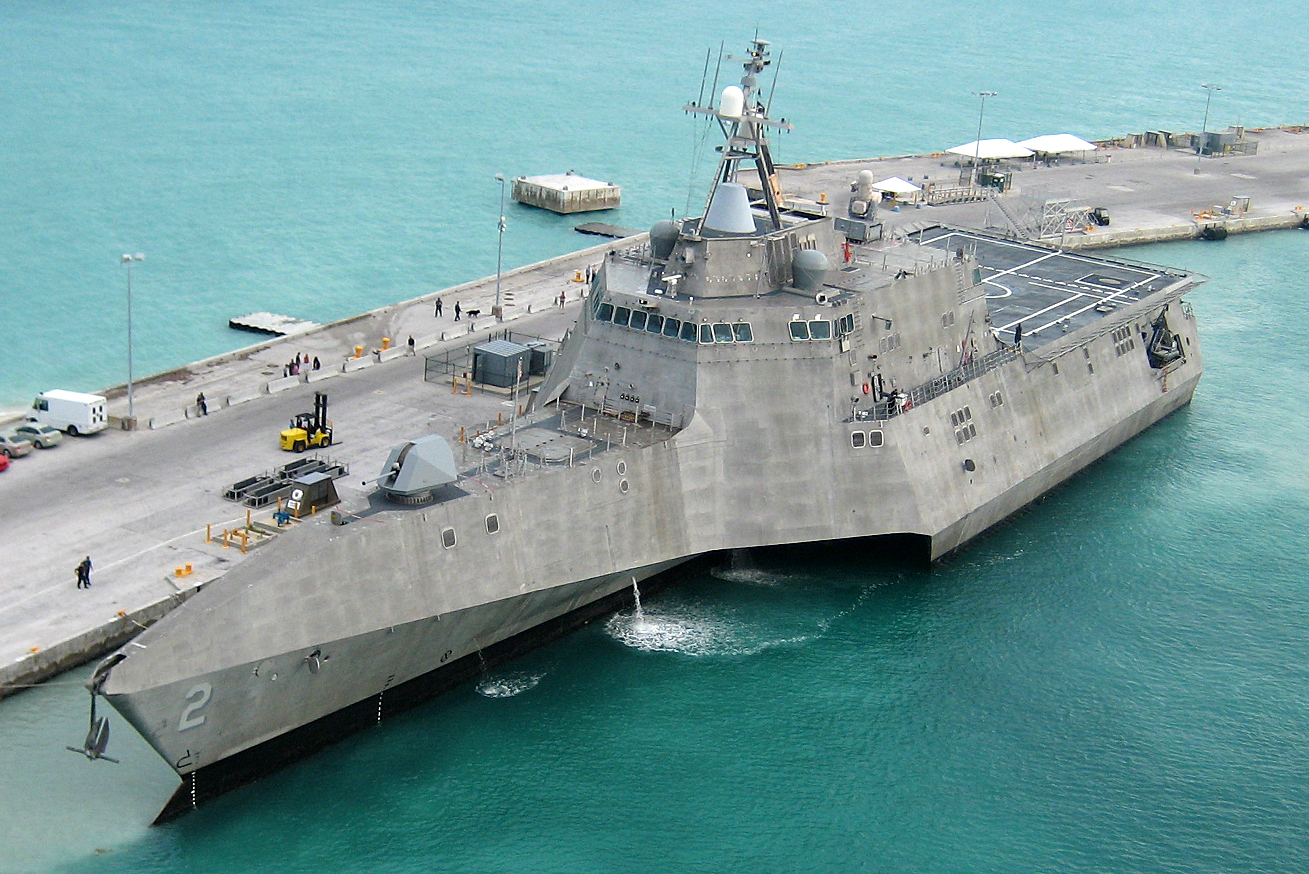
Тримаран типу Independence

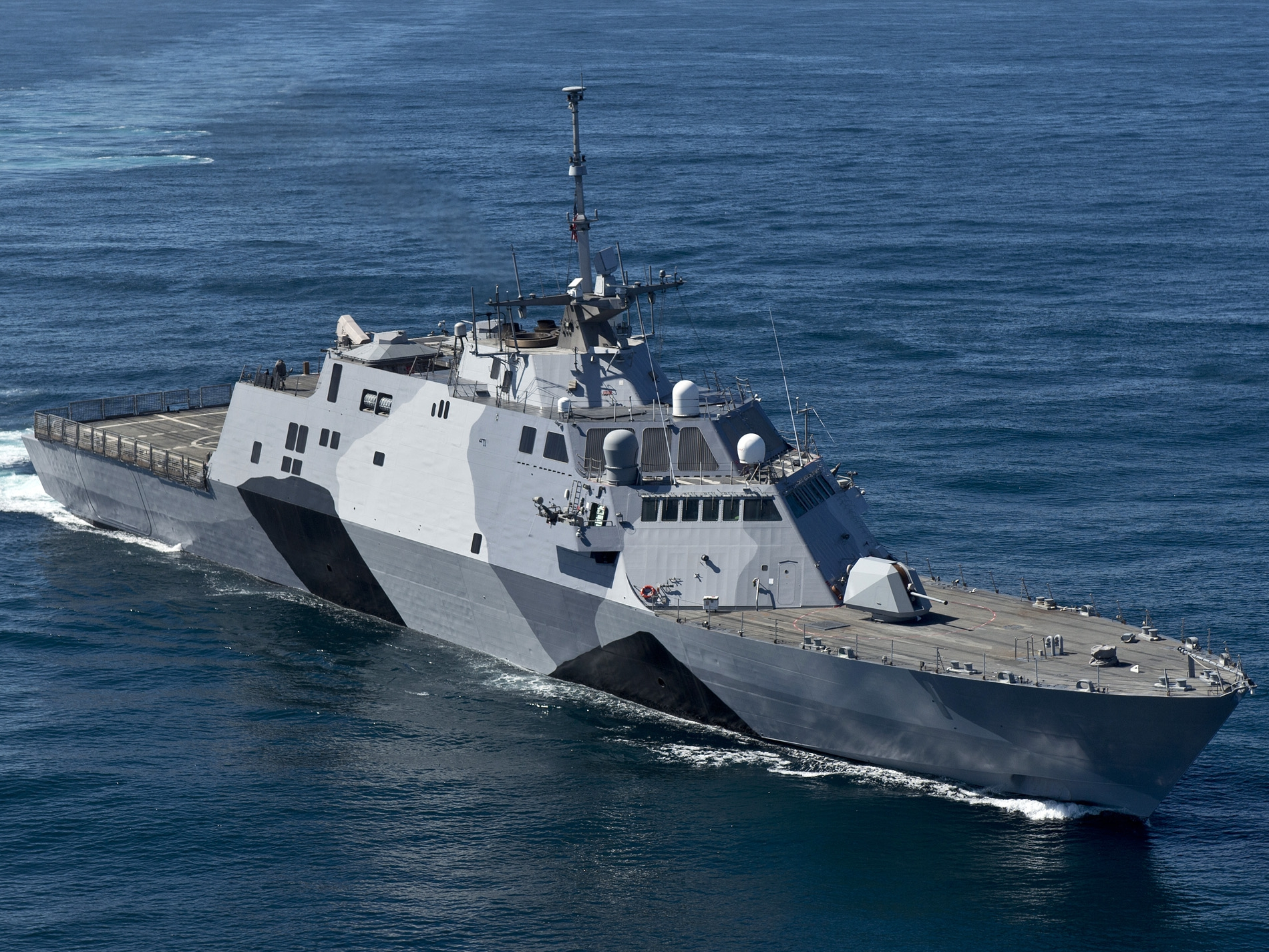
USS Freedom на морських випробуваннях y лютому 2013

Бойовий корабель прибережної зони (англ. littoral combat ship, LCS) — клас, що складається з двох типів відносно невеликих надводних кораблів ВМС США, призначених для операцій поблизу берега. «Вони були задумані, аби бути елементом мережі, рухливими надводними кораблями зі стелс-характеристиками, здатними протидіяти забороні доступу та асиметричним загрозам у прибережній зоні» Littoral combat ship — це сучасний американський аналог корвета.
Два наявні типи бойових корабелів прибережної зони — тримарани типу Independence і кораблі класичної конструкції типу Freedom. Завдяки модульній конструкції вони можуть виконувати місії малого десантного корабля, тральщика, вести боротьбу з підводними човнами. Водночас їх здатність захищати себе від ударів з повітря та атакувати ворожі бойові кораблі нині розглядається як недостатня для війни з високотехнологічним противником. 

## Історія розробки
Керівництво ВМС США спочатку розглядало можливість придбання до 60 кораблів LCS до 2030 року загальною вартістю не менше 12 млрд доларів США. Планувалося, що перша підсерія кораблів (flight 0) буде складатися з дванадцяти або, можливо, тринадцяти кораблів.
Міністр ВМС Гордон Енгланд назвав новий тип судна «маленьким, швидким, маневреним, і відносно недорогим членом сімейства кораблів DD (X)», будівництво яких розпочали в 2005 році саме з кораблів LCS.
У 2007 році контракти з «Локгід Мартін» і «Дженерал Дайнемикс» на будівництво третього і четвертого корабля (LCS-3, LCS-4) були скасовані. Командування ВМС США планує провести оцінку побудованих двома фірмами кораблів, вибрати кращий проєкт і розглянути можливість побудови другої партії LCS в 2010—2012 роках. Переможець конкурсу отримає контракт на будівництво двох кораблів, а той, хто програв — на будівництво одного.
У березні 2009 року ВМС США уклали з «Локгід Мартін» контракт на будівництво LCS-3. Цей корабель отримає ім'я Fort Worth — на честь міста Форт-Верт в штаті Техас. 11 липня 2009 року відбулася закладка корабля на верфі Marinette Marine Shipyard в м Марінетті, штат Вісконсин.
Четвертий LCS планується назвати Coronado — на честь міста Коронадо в Каліфорнії. У цьому місті-супутнику Сан-Дієго знаходиться авіабаза Норт-Айленд (NASNI), а в затоці Сан-Дієго, утвореною островом Коронадо і Томболо Сілвер-Стренд, розташована велика база ВМС США.

## Вартість проєкту
Вартість будівництва кожного з кораблів - Freedom та Independence - не розголошується, але, за даними газети The New York Times, до кінця квітня 2008 року вона вже перевищила 500 млн дол. Вартість додаткових бойових модулів в основну вартість корабля не включається.
У бюджеті США на 2009 рік було передбачено близько 1 млрд дол. на будівництво третього і четвертого кораблів проєкту LCS.

## Конструкція
Корабель Lockheed Martin — сталевий однокорпусний корабель з алюмінієвої надбудовою довжиною 115,3 м, шириною 17,5 м, осадкою в 4,1 м і водотоннажністю близько 3000 т.
Корабель General Dynamics — трикорпусний корабель (тримаран), повністю виконаний з алюмінію. Довжина — 127,8 м, ширина (з аутригерами) — 28,4-30 м, осадкою в 4,1 м і водотоннажністю близько 2600 т.

## Досвід використання
Досвід використання виявив вади в конструкції кораблів обох типів, внаслідок яких кораблям доводилось проводити значний час в ремонті.
В червні 2021 року стало відомо, що ВМС США виявили сукупно 32 деталі будови кораблів, які найчастіше викликають проблеми. Серед них 5 — у кораблях типу «Фрідом» й 4 — «Індепенденс».
Слабким місцем кораблів типу «Фрідом» був названий механізм, що поєднує енергію від газотурбінних та дизельних двигунів. Їхній виробник, німецька компанія RENK вже начебто створила поліпшену версію, яка пройшла берегові випробування та буде встановлена на корабель USS Minneapolis-Saint Paul (LCS-21).
Для кораблів «Індепенденс» слабким місцем виявились різні деталі в дизельних двигунах, водометах, тощо.
Нові, поліпшені деталі будуть встановлені або під час регулярних тех оглядів або ж замінені під час ремонтів.
В планах командування подовжити максимальний термін ротації кораблів з 17 до 24 місяців. Екіпаж буде мінятись кожні кілька місяців, а регулярні тех огляди виконуватимуть підрядники на морських базах.

## Список Бойових кораблів прибережної зони
Серія 0
| ном    | Ім'я                       | Варіант      | Введення в експлуатацію | Домашній порт                    | Будівельник      |
| ------ | -------------------------- | ------------ | ----------------------- | -------------------------------- | ---------------- |
| LCS-1  | USS Freedom                | Freedom      | 8 жовтня 2008 року      | Військово-морська база Сан-Дієго | Marinette Marine |
| LCS-2  | USS Independence           | Independence | 16 жовтня 2010 року     | Військово-морська база Сан-Дієго | Austal США       |
| LCS-3  | USS Fort Worth             | Freedom      | 22 вересня 2012 року    | Військово-морська база Сан-Дієго | Marinette Marine |
| LCS-4  | USS Coronado               | Independence | 5 квітня 2014 року      | Військово-морська база Сан-Дієго | Austal США       |
| LCS-5  | USS Milwaukee              | Freedom      | 15 листопада 2015 року  | Морський вокзал Мейпорт          | Marinette Marine |
| LCS-6  | USS Jackson                | Independence | 5 грудня 2015 року      | Військово-морська база Сан-Дієго | Austal США       |
| LCS-7  | USS Detroit                | Freedom      | 22 жовтня 2016 року     | Морський вокзал Мейпорт          | Marinette Marine |
| LCS-8  | USS Montgomery             | Independence | 10 вересня 2016 року    | Військово-морська база Сан-Дієго | Austal США       |
| LCS-9  | USS Little Rock            | Freedom      | 16 грудня 2017 року     | Морський вокзал Мейпорт          | Marinette Marine |
| LCS-10 | USS Gabrielle Giffords     | Independence | 10 червня 2017 року     | Військово-морська база Сан-Дієго | Austal США       |
| LCS-11 | USS Sioux City             | Freedom      | 17 листопада 2018 року  | Морський вокзал Мейпорт          | Marinette Marine |
| LCS-12 | USS Omaha                  | Independence | 3 лютого 2018 року      | Військово-морська база Сан-Дієго | Austal США       |
| LCS-13 | USS Wichita                | Freedom      | 12 січня 2019 року      | Морський вокзал Мейпорт          | Marinette Marine |
| LCS-14 | USS Manchester             | Independence | 26 травня 2018 року     | Військово-морська база Сан-Дієго | Austal США       |
| LCS-15 | USS Billings               | Freedom      | 3 серпня 2019 року      | Морський вокзал Мейпорт          | Marinette Marine |
| LCS-16 | USS Tulsa                  | Independence | 16 лютого 2019 року     | Військово-морська база Сан-Дієго | Austal США       |
| LCS-17 | USS Indianapolis           | Freedom      | 26 жовтня 2019 року     | Морський вокзал Мейпорт          | Marinette Marine |
| LCS-18 | USS Charleston             | Independence | 2 березня 2019 року     | Військово-морська база Сан-Дієго | Austal США       |
| LCS-19 | USS St. Louis              | Freedom      | 8 серпня 2020 року      | Морський вокзал Мейпорт          | Marinette Marine |
| LCS-20 | USS Cincinnati             | Independence | 5 жовтня 2019 року      | Військово-морська база Сан-Дієго | Austal США       |
| LCS-21 | USS Minneapolis-Saint Paul | Freedom      |                         |                                  | Marinette Marine |
| LCS-22 | USS Kansas City            | Independence |                         |                                  | Austal США       |
| LCS-23 | USS Cooperstown            | Freedom      |                         |                                  | Marinette Marine |
| LCS-24 | USS Oakland                | Independence |                         |                                  | Austal США       |
| LCS-25 | USS Marinet                | Freedom      |                         |                                  | Marinette Marine |
| LCS-26 | USS Mobile                 | Independence |                         |                                  | Austal США       |
| LCS-27 | USS Nantucket              | Freedom      |                         |                                  | Marinette Marine |
| LCS-28 | USS Savannah               | Independence |                         |                                  | Austal США       |
| LCS-29 | USS Beloit                 | Freedom      |                         |                                  | Marinette Marine |
| LCS-30 | USS Canberra               | Independence |                         |                                  | Austal США       |
| LCS-31 | USS Cleveland              | Freedom      |                         |                                  | Marinette Marine |
| LCS-32 | USS Santa Barbara          | Independence |                         |                                  | Austal США       |
| LCS-34 | USS Augusta                | Independence |                         |                                  | Austal США       |
| LCS-36 | USS Kingsville             | Independence |                         |                                  | Austal США       |
| LCS-38 | USS Pierre                 | Independence |                         |                                  |                  |